# Cumania

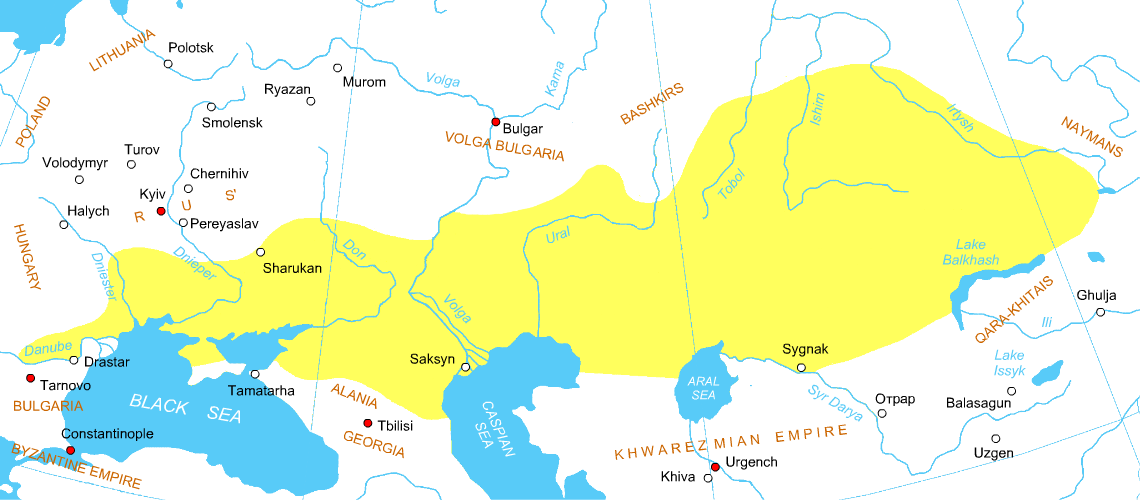
Mappa della Cumania nel XIII secolo.

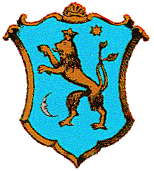
Stemma della Cumania moldava come feudo dei Re d'Ungheria

Con Cumania si intendono due regioni dell´Europa danubiana legate alla presenza più o meno duratura del popolo dei Cumani: la Cumania ungherese (in ungherese: Kunság), interna ai Carpazi, e quella storica (in ungherese: Kunország), posta al di fuori dei Carpazi.
Oggi Cumania è il nome di una zona dell'Ungheria dove si rifugiarono 40.000 famiglie cumane, in fuga dall'invasione mongola del 1237. 
La regione della Kunság fu divisa in due distretti, la Grande Cumania (Nagy Kunság) a est del Tibisco, e la Piccola Cumania (Kiš Kunság), tra il Tibisco e il Danubio. Tali distretti si mantennero autonomi fino alla fine del XVIII secolo, quando ormai anche la lingua cumana si era estinta.
Nagykunság, Kiskunság e provincia di Bács-Kiskun rimangono tra i toponimi amministrativi dell'Ungheria di oggi.
Storicamente, invece, il termine Cumania viene riferito alle terre abitate dai Cumani tra l'XI secolo e l'invasione mongola del 1237. 
Nel 1227 fu creata in Cumania una diocesi romano-cattolica con sede a Milcovul. 
La Cumania storica corrisponde quindi alla parte occidentale della cosiddetta Etelköz, la patria degli Ungheresi prima che questi si trasferissero all´interno dei Carpazi.
La Cumania storica può corrispondere più o meno ai territori della Moldavia (regione storica) rumena.
San Domenico di Guzmán voleva andare in Cumania per convertirne gli abitanti, allora ancora di religione animistica e musulmana.
I sovrani d'Ungheria si consideravano anche re di Cumania nell'ambito delle cosiddette Terre della Corona di Santo Stefano.
La memoria della presenza dei popoli uralo-altaici nella regione moldava è oggi tenuta viva dai Csángó ungheresi e dai Gagauzi, tatari.